# 藍色夏恋
『藍色夏恋』（あいいろなつこい、原題：藍色大門）は、2002年に制作された台湾・フランス合作映画。高校生の少年少女たちの淡く切ない恋愛を描いた青春映画である。

## ストーリー
勝気な女子高生モンは、親友のユエチェンに頼まれて、チャンという水泳部の男の子にユエチェンからのラブレターを渡すことになる。だがチャンはユエチェンではなく、モンに恋をしてしまう。チャンの猛アタックを受けたモンは、彼にある重大な秘密を告白するのだった。

## キャスト
- モン・クーロウ：グイ・ルンメイ（桂綸鎂）（日本語吹替：坂本真綾）
- チャン・シーハオ：チェン・ボーリン（陳柏霖）（日本語吹替：坪井智浩）
- リン・ユエチェン：リャン・シューホイ（中国語版）（梁淑慧）（日本語吹替：川上とも子）
- モンの母：ジョアンナ・チョウ（仇政）（日本語吹替：上村典子）
- 先生：ミン・ジンチョン（明金成）（日本語吹替：上田陽司）
- アー・ミエン：リン・シェンナン（林賢能）（日本語吹替：里見圭一郎）
- ペペ：シー・ユアンチェ（是元介）
- 学校の守衛：ロジャー・ホアン（黄江豊）

## スタッフ
- 監督・脚本：イー・ツーイェン
- 製作：ペギー・チャオ、シュー・シャオミン
- 撮影：チェン・シャン
- 美術：シァ・シャオユィ
- 音楽：クリス・ホウ

## 小説版
易智言・楊雅喆著、2002年出版。日本では2003年に樋口裕子訳で角川書店BOOK PLUSより出版された。